# نامه (نشریه)
ماهنامه نامه به مدیریت کیوان صمیمی بهبهانی و سردبیری مجید تولایی فعالیت خود را از سال ۱۳۸۳ آغاز کرد و پس از دو سال فعالیت توقیف شد. زمینه انتشار این روزنامه سیاسی، اقتصادی، فرهنگی و اجتماعی بود و نزدیکی فکری به جریان ملی - مذهبی داشت. بسیاری از روزنامه‌نگاران و فعالان سیاسی، اجتماعی و حقوق بشری ایران با نشریه نامه همکاری داشتند.

## توقیف
این نشریه به دلیل انتشار شعری با مطلع زیر بر روی جلد خود از سیمین بهبهانی که مقامات آن را توهین به روح الله خمینی تعبیر کردند:
| بــهار! بـاز هـم سـبــزی؟ |  | تــو آشـــكـار و مـــن بـيـنا، |

## دست اندرکاران نامه
- مدیر مسئول: کیوان صمیمی بهبهانی
- سردبیر: مجید تولایی
- دبیر تحریریه: علیرضا کرمانی
- طراح و گرافیست: شایا شهوق
- اعضا تحریریه و همکاران ماهنامه: بهمن احمدی امویی، نوشین احمدی خراسانی، امیر هوشنگ افتخاری راد، امین بزرگیان، سیمین بهبهانی، هژیر پلاسچی، مصطفی تنها، مجید تولایی، تقی رحمانی، احمد زیدآبادی، شایا شهوق، سید علی صالحی، کیوان صمیمی، رضا علیجانی، علیرضا کرمانی، پارسا پیروزیان، جواد لگزیان،مریم درویشی، مرضیه سلیمانی و....